# (13234) Natashaowen
(13234) Natashaowen est un astéroïde de la ceinture principale.

## Description
(13234) Natashaowen est un astéroïde de la ceinture principale. Il fut découvert le 22 mars 1998 à la station Anderson Mesa par le programme LONEOS. Il présente une orbite caractérisée par un demi-grand axe de 2,18 UA, une excentricité de 0,14 et une inclinaison de 3,7° par rapport à l'écliptique.

## Compléments